# Panorpa obtusa
Panorpa obtusa är en näbbsländeart som beskrevs av Cheng 1950. Panorpa obtusa ingår i släktet Panorpa och familjen skorpionsländor. Inga underarter finns listade i Catalogue of Life.